# Jorat-Menthue
Jorat-Menthue – miejscowość i gmina (commune) w zachodniej Szwajcarii, w kantonie Vaud, w okręgu (district) Gros-de-Vaud. Powstała 1 lipca 2011 r. w wyniku połączenia gmin Montaubion-Chardonney, Peney-le-Jorat, Sottens, Villars-Tiercelin i Villars-Mendraz. 

## Demografia
W Jorat-Menthue mieszkają 1563 osoby. W 2022 roku 15% populacji gminy stanowiły osoby urodzone poza Szwajcarią.